# 키타가와 케이코
키타가와 케이코(일본어: 北川 景子 きたがわ けいこ[*], 1986년 8월 22일~)는 일본의 여배우이다. 효고현 고베시 주오구 출신. 본명은 나이토 케이코(内藤 景子 ないとう けいこ[*]). 스타더스트 프로모션 소속. 클락 기념 국제 고등학교 도쿄 캠퍼스를 거쳐, 메이지 대학 상학부 졸업. 신장은 160 cm, 혈액형은 O형이다.
배우자는 록 밴드 BREAKERZ의 보컬이자 가수, 탤런트 DAIGO이다.

## 약력
고등학교 재학 중에 모델 사무소 노이에에 스카우트되어, 2003년에 「미스 SEVENTEEN」으로 선발 되어 모델로 데뷔, TV 드라마 《미소녀전사 세일러문》(주부닛폰 방송)의 히노 레이(세일러 마스) 역으로 여배우 데뷔.
2004년 2월 1일, 스타더스트 프로모션으로 사무소 이적.
2006년 5월 13일 공개된 《마미야 형제》로 영화 첫 출연. 같은 해 공개된 《와일드 스피드 X3 TOKYO DRIFT》로 할리우드 영화 첫 출연.
2007년 2월 3일 공개된 영화 《Dear Friedns》에서는 고등학생으로 암을 앓아 왼쪽 가슴 전체를 수술하는 역할을 맡았다. 이 같은 역을 연기 할 때는 수술 장면 등으로 체중을 감량하는 것이 일반적이지만, 체형이 상당히 마른 체형이었기 때문에 적출 후 장면을 자신의 몸 그대로 연기하고 있다. 또한 극중 상반신 알몸의 장면에서 거울 너머로 오른쪽 가슴을 노출하는 장면이 있다. 같은 해 10월기의 드라마 《몹걸》(TV 아사히)로 연속 드라마 첫 주연.
2008년 7월기의 드라마 《태양과 바다의 교실》(후지 TV)에서 첫 게츠쿠 드라마의 히로인을 연기. 이후 2009년 7월기에 방영된 《버저 비트~벼랑의 히어로~》와 2010년 4월기에 방영된 《달의 연인~Moon Lovers~》, 2011년 10월기 《수수께끼 풀이는 저녁식사 후에》로 4년 연속 게츠쿠 드라마에 출연.
오리콘 조사 〈여성이 선택한 『되고 싶은 얼굴』 랭킹〉에서 2010년 , 2013년 , 2014년 , 2015년 , 2019년 및 다섯 차례에 걸쳐 1위를 차지하며 여성들의 아이콘으로 떠올랐다.
2018년의 《세고돈》으로 대하드라마 첫 출연.

### 개인사
2016년 1월 11일, 록 밴드 BREAKERZ의 보컬이자 가수, 탤런트 DAIGO. 결혼을 소속사를 통해 발표했다. 혼인 신고는 도내의 구청에 대리인을 통해 제출. 이날 도내에서 투샷에서 기자 회견을 열었다. 같은 해 4월 29일, 도내에서 식을 올리고, 그랜드 프린스 호텔 신 다카나와에서 피로연을 실시했다. DAIGO과 교제에 이르기 몇 년 전인 2011년에 《LADY~마지막 범죄 프로파일~》(TBS) 처음으로 공연하였다.
2020년 4월 22일 첫 아이를 임신, 같은 해 가을에 출산 예정이라고 자신의 공식 사이트에서 정식으로 보고했다. 이후 9월 7일 첫 아이가 되는 여자아이를 출산한 것을 자신의 공식 사이트에 보고했다.

## 인물·에피소드
- 초등학교 2학년 무렵, 한신·아와지 대지진(효고현 남부 지진)으로 재해하여 자택은 파괴되고, 동급생의 절반을 잃었다.[13]

- 중·고교 시절의 장래희망은 정신과 의사. 어려서부터 병약했기 때문에 병원에 갈 기회가 많아 본인도 병원에 애틋하다.[주 3]

- 오사카 여학원 중학교 졸업. 오사카 여학원 고등학교 (보통과 이과 코스)의 명문 여학교 이과 과정에 다녔지만 성적이 상승하지 못하고, 모의 시험 점수 및 편차에 모든 것을 평가하는 것은 이상하다고 생각하기 시작했을 무렵 기획사에서 스카우트되었다. 기분 전환으로 탤런트의 레슨에 다니고 싶다고 부모에게 상담했는데, “그래서 성적이 성장한다면 좋겠다.”고 말해 주었다고 한다. 사무실에 들어가 곧 〈Seventeen〉와 《미소녀전사 세일러문》을 계기로 도쿄[주 4]에 상경했다.[14] 2006년, 9월 15일(2006년 23호)을 마지막으로, 「Seventeen」을 졸업했다. 이후 2005년 4월 1일, 메이지 대학 상학부에 AO 입시로 입학. 2009년 3월 26일에 대학을 졸업했다. 세미나는 어플라이드 이코노믹스.

- 《나카이 마사히로의 미니나루 도서관》(TV 아사히)에서 〈5만명이 진심으로 선택한 가장 미인이라고 생각되는 여자 연예인 랭킹〉으로 거의 모든 세대에서 1위에 선정되었다.[15]

- 〈오른손으로 쓰도록〉이라고 부모에게 배운 젓가락과 연필 쓰기를 제외하고는 사생활의 대부분은 왼손잡이.

- 〈JILL〉라는 고양이(메인쿤)을 기르고 있다.[16][17]

- 팬들과 가깝게 교류하고 싶어 2013년부터 매년 크리스마스 전후에 〈키타가와 가족 모임〉이라는 제목의 팬들과의 교류 이벤트를 개최하고 있다.[18]

- 다카라즈카 가극단의 엄청난 팬이다.[19]

- 취미는 영화·음악·미술 감상과 독서.[20]

- 무라카미 하루키의 〈노르웨이의 숲〉을 가장 좋아한다.[21]

- 좋아하는 아티스트는 데이비드 보위, 더 폴리스, The J. Geils Band, 린킨 파크, 로드 스튜어트, L'Arc~en~Ciel, X JAPAN, BOØWY, B'z, 미우라 다이치. 부모의 영향으로 1970년대와 1980년대의 서양 음악에 익숙하다. 특히, 데이비드 보위는 자신의 블로그에서 〈신〉 진심으로 좋아하고 있다.[22] 대학 시절 때는 2학년까지 경음악 써클에 소속. 드럼을 담당했었지만 8비트까지 밖에 두드릴 수 없다.

- 좋아하는 음식은 불고기, 카레, 라멘, 오므라이스, 장어 도시락 등. 게 알레르기가 있다.[주 5]

- 만성 비염, 기관지 천식,[23]꽃가루 알레르기, 자외선 알레르기[24]를 앓고 있다.

### 교우 관계
- 영화 《마미야 형제》에서 공연한 드렁크 드래곤의 츠카지 무가는 키타가와에 대해 “낯가림은 심하지만, 사이가 좋아지면 칸사이 분위기가 재미있는 누나 같다”고 말한다. 그녀 또한 츠카지를 “형같은 존재”라고 그리워하고 있다.[주 6] 오카무라 타카시와는 “서로 낯가림으로, 메일이나 전화의 타이밍에 신경을 써 버리는 일 등 공통점이 많아, 〈파장이 맞는다〉”라고 말한다.[주 7] 야마모토 유스케는 데뷔 시기가 비슷해, 공동 출연도 많다. 그 때문에 “서로 나이도 가까운데다 데뷔도 같은 시기이고, 첫 게츠쿠에서 함께였기 때문에. 동종 업계의 같은 사이이자, 라이벌이며, 좋은 친구로 서로 지지해 왔다.”라고 말하고 있으며 사적으로도 자주 식사하러 가고 있다. 《버저 비트~벼랑 끝의 히어로~》(후지 TV)에서 공연한 칸지야 시호리, 미조바타 준페이와도 대단히 사이가 좋다. 칸지야와는, CM으로 이후에 공동 출연하기도 했다. CHEMISTRY의 도친 요시쿠니는, 영화 《한여름의 오리온》에서 공연한 관계로, 가라오케에 가 “여동생이여!”, “오빠여!”라고 서로 메일을 하는 사이이다.[25]

- 여배우 타카하타 아츠코와는 먼 친척 관계이다. 타카하타와 그녀의 어머니가 육촌으로 타카하타의 조부와 키타가와의 증조부가 형제. 다만, 키타가와에서 보면 타카하타는 7촌수에 해당하기 때문에, 민법상의 친족인 6촌수 이내의 친족은 아니다.[주 8]

### 여배우로서
- 본인은 “역할에 따라 카멜레온처럼 변하고 싶다.” “어떤 역이라도 자신과는 별도로 연기하는 것이 이상적이다.”라고 말한 적이 있다. 배우로서의 자신과 평상시의 자신을 완전하게 떼어놓고 생각하고 있어 “배역이 있지 않을 때의 발언이라던가 평상시의 복장, 사적인 행동으로 평가되는 것은 매우 불합리하고, 배우인 이상은 참가한 작품이나 배역으로 정당하게 평가되어야 한다.”라고 자신의 블로그에서 말하고 있다.[26]

- 2005년 10월에 할리우드 영화 《패스트 & 퓨리어스 도쿄 드리프트》 촬영으로, 처음으로 해외(로스앤젤레스)에 가게 되었다. 당시 영어 실력에 자신이 있었지만, 발음이 통하지 않아 고생했다고 한다. 그러나 스태프나 출연자와 하루종일 영어로 대화하는 것으로 영어회화가 빨리 능숙해졌기 때문에, 다시 그런 환경을 경험하고자 2006년 2월에 로스앤젤레스에 건너 가서 2개월 동안 홈스테이를 했다.

- 2014년 3월에 사무실의 후배인 모모이로 클로버 Z의 스페셜 유닛 〈키모쿠로Z〉(NTV 드라마 《악몽짱》 스페셜 에디션 한정)을 결성, 데뷔 이후 10년 만에 본격적인 노래와 춤 훈련을 받고 있다. 모모이로 클로버 Z 멤버 타카기 레니는 키타가와에 대해 “정말로 나보다 춤이 능숙하다”고 언급한 바 있다.[27]

- 2021년 공개된 영화 《퍼스트 러브》에서는 역할 연구를 위해 머리카락을 30센티미터 이상 자르고 데뷔 이래 처음으로 짧은 머리로 촬영에 임했다.[28]

## 출연 작품
역할의 굵은 표시는 주연 작품

### 텔레비전 드라마
| 방송일자                                         | 제목                                                                 | 역할                     | 방송사             |
| ------------------------------------------------ | -------------------------------------------------------------------- | ------------------------ | ------------------ |
| 2003년 10월 4일 ~ 2004년 9월 25일                | 미소녀전사 세일러문                                                  | 히노 레이(세일러 마스)   | CBC                |
| 2007년 10월 12일 ~ 12월 14일                     | 몹걸                                                                 | 하세가와 모모코          | TV 아사히          |
| 2008년 7월 21일 ~ 9월 22일                       | 태양과 바다의 교실                                                   | 에노키도 와카바 (히로인) | 후지 TV            |
| 2009년 7월 13일 ~ 9월 21일                       | 버저 비트~벼랑 끝의 히어로~                                          | 시라카와 리코 (히로인)   | 후지 TV            |
| 2010년 1월 10일                                  | 필담 호스티스 ~어머니와 딸, 사랑과 감동의 25년. 닿아라! 나의 마음~   | 사이토 리에              | MBS                |
| 2010년 5월 10일 ~ 7월 5일                        | 달의 연인~Moon Lovers~                                               | 오오누키 미호            | 후지 TV            |
| 2011년 1월 7일 ~ 3월 25일                        | LADY~마지막 프로파일링~                                              | 카즈키 쇼코              | TBS                |
| 2011년 8월 5일                                   | 이 세상의 한 구석에서                                                | 우라노(호죠) 스즈        | NTV                |
| 2011년 10월 18일 ~ 12월 20일                     | 수수께끼 풀이는 저녁식사 후에                                        | 호쇼 레이 (히로인)       | 후지 TV            |
| 2012년 3월 27일                                  | 수수께끼 풀이는 저녁식사 후에 스페셜                                 | 호쇼 레이 (히로인)       | 후지 TV            |
| 2012년 9월 22일                                  | 스페셜 드라마 〈정성을 다해 요리첩〉                                 | 미오                     | TV 아사히          |
| 2012년 10월 13일 ~ 12월 22일                     | 악몽짱                                                               | 무토이 아야미            | NTV                |
| 2013년 8월 2일                                   | 수수께끼 풀이는 저녁식사 후에 〈스페셜 ~카자마츠리 경부의 사건부~〉  | 호쇼 레이 (히로인)       | 후지 TV            |
| 2013년 10월 10일 ~ 12월 19일                     | 독신 귀족                                                            | 하루노 유키 (히로인)     | 후지 TV            |
| 2014년 5월 2일                                   | 악몽짱 스페셜                                                        | 무토이 아야미            | NTV                |
| 2014년 6월 8일                                   | 일요일 엔터테인먼트 스페셜 드라마 〈정성을 다해 요리첩 제2탄〉       | 미오                     | TV 아사히          |
| 2014년 7월 14일 ~ 9월 22                         | HERO 제2시리즈                                                       | 아사기 치카 (히로인)     | 후지 TV            |
| 2015년 7월 9일 ~ 9월 17일                        | 탐정의 탐정                                                          | 사사키 레나              | 후지 TV            |
| 2016년 3월 13일                                  | 검은 수해                                                            | 카사하라 사치코          | TV 아사히          |
| 2016년 7월 13일 ~ 9월 14일                       | 집을 파는 여자                                                       | 산겐야 마치              | NTV                |
| 2016년 10월 2일 ~ 30일                           | 연속 드라마 W 〈히포크라테스 선서〉                                  | 츠가노 마코토            | WOWOW              |
| 2017년 1월 8일                                   | 행복의 기억                                                          | 카나미                   | MBS/TBS            |
| 2017년 5월 26일                                  | 금요 SHOW! 특별 기획 7daysTV 스페셜 드라마 〈돌아온 집을 파는 여자〉 | 산겐야 마치              | NTV                |
| 2017년 8월 19일                                  | 정말로 있었던 무서운 이야기 여름 특별편 2017 〈콜〉                  | 후카가와 쿄카            | 후지 TV            |
| 2018년 1월 7일 ~ 12월 16일                       | 대하드라마 〈세고돈〉                                                | 오이치(아츠히메)         | NHK                |
| 2018년 9월 23일                                  | 일요일 프라임 드라마 스페셜 〈지정 변호사〉                          | 히토츠기 유이            | TV 아사히          |
| 2018년 10월 20일·27일                            | 토요 드라마 〈페이크 뉴스 또는 어딘가 먼 전쟁 이야기〉               | 시노노메 트리            | NHK                |
| 2019년 1월 9일 ~ 3월 13일                        | 집을 파는 여자의 역습 시즌 2                                         | 산겐야 마치              | NTV                |
| 2021년 4월 16일 ~ 6월 18일                       | 리코카츠 ~전원 이혼 가족~                                            | 미나구치 사키            | TBS                |
| 2023년 1월 9일 ~ 3월 20일                        | 여신의 교실 ~리걸 청춘 백서~                                         | 히지라기 시즈쿠          | 후지 TV            |
| 2023년 1월 14일                                  | 이치케이의 까마귀 스페셜                                             | 히지라기 시즈쿠          | 후지 TV            |
| 2023년 1월 29일 ~ 8월 6일·9월 24일 ~ 12월 ~ 17일 | 대하드라마 〈어떡할래 이에야스〉                                     | 오이치 / 차차            | NHK                |
| 2023년 9월 10일 ~ 10월 1일                       | 연속 드라마 W 〈낙일〉                                               | 하세베 카오리            | WOWOW              |
| 2025년 3월 8일                                   | 하나노렌                                                             | 카와시마 타카            | TV 아사히          |
| 2025년 4월 21일 ~ 6월 30일                       | 당신을 빼앗은 그날부터                                               | 나카고시 히로미          | 후지 TV, 간사이 TV |

### 영화
| 개봉일자         | 제목                                     | 역할                                                     | 배급사               | 비고      |
| ---------------- | ---------------------------------------- | -------------------------------------------------------- | -------------------- | --------- |
| 2006년 5월 13일  | 마미야 형제                              | 혼마 유미                                                | 아스믹 에이스        |           |
| 2006년 5월 27일  | 물에 깃든 꽃                             | 미즈치 릿카                                              | BLUE PLANET          |           |
| 2006년 9월 16일  | 월드 스피드X3 TOKYO DRIFT                | 레이코                                                   | UIP                  |           |
| 2006년 10월 7일  | 체리 파이                                | 키요하라 츠구미                                          | 업 링크              |           |
| 2007년 2월 3일   | Dear Friends                             | 타카하시 리나                                            | 도에이               |           |
| 2007년 6월 2일   | 그때는 그에게 안부 전해줘                | 카츠라기 모모카                                          | 도호                 |           |
| 2007년 10월 6일  | 남쪽으로 튀어                            | 우에하라 요코                                            | 카도카와 영화        |           |
| 2007년 10월 20일 | 히트 아일랜드                            | 나오 (히로인)                                            | 재너듀               |           |
| 2008년 11월 1일  | 핸섬★슈트                                | 호시토 히로코 (히로인)                                   | 아스믹 에이스        |           |
| 2009년 6월 13일  | 한여름의 오리온                          | 아리사와 시즈코/쿠라모토 이즈미 (히로인, 1인 2역)        | 도호                 |           |
| 2009년 10월 31일 | 내가 낼게                                | 장소를 분별하지 않는 기자                                | 아스믹 에이스        | 특별 출연 |
| 2009년 3월 13일  | 꽃의 흔적                                | 이토                                                     | 도에이               |           |
| 2010년 6월 19일  | 순간 반짝임                              | 소노다 이즈미                                            | SDP                  |           |
| 2010년 10월 9일  | 사형대의 엘리베이터                      | 마츠모토 미카요                                          | 카도카와 영화        |           |
| 2011년 6월 4일   | 파라다이스 키스                          | 하야사카 유카리                                          | 워너 브라더스 재팬   |           |
| 2013년 8월 3일   | 극장판 수수께끼 풀이는 저녁식사 후에     | 호쇼 레이코 (히로인)                                     | 도호                 |           |
| 2013년 11월 9일  | 룸메이트                                 | 하기오 하루미                                            | 도에이               |           |
| 2014년 1월 11일  | 저지!                                    | 오오타 히카리 (히로인)                                   | 쇼치쿠               |           |
| 2014년 2월 1일   | 안고 싶어 -진실의 이야기-                | 야마모토 츠카사                                          | 도호                 |           |
| 2014년 5월 3일   | 악몽짱 The 무ovie                        | 무토이 아야미                                            | 도호                 |           |
| 2015년 6월 20일  | 사랑을 쌓는 사람                         | 코바야시 사토코                                          | 아스믹 에이스/쇼치쿠 |           |
| 2015년 7월 18일  | HERO 2                                   | 아사기 치카 (히로인)                                     | 도호                 |           |
| 2016년 1월 16일  | 노·요우나모노 노요우나모노               | 유미 (히로인)                                            | 쇼치쿠               |           |
| 2017년 1월 28일  | 파문 두 사람의 야쿠뵤가미                | 와타나베 유키 (히로인)                                   | 쇼치쿠               |           |
| 2017년 7월 28일  | 너의 췌장을 먹고 싶어                    | 쿄코                                                     | 도호                 |           |
| 2017년 12월 1일  | 탐정은 BAR에 있다 3                      | 케이프 마리 (히로인)                                     | 도에이               |           |
| 2018년 6월 30일  | 펑크 사무라이, 베어뫼시다                | 논 (히로인)                                              | 도에이               |           |
| 2018년 9월 14일  | 히비키 -HIBIKI-                          | 하나이 후미                                              | 도호                 |           |
| 2018년 11월 2일  | 스마트폰을 떨어뜨렸을 뿐인데             | 이나바 아사미                                            | 도호                 |           |
| 2019년 10월 4일  | 히키타씨! 임신이예요                     | 히키타 사치 (히로인)                                     | 토큐 레크리에이션    |           |
| 2020년 2월 21일  | 스마트폰을 떨어뜨렸을 뿐인데 노예 살인마 | 이나바 아사미                                            | 도호                 | 특별 출연 |
| 2020년 11월 13일 | 닥터 데스의 유산 -BLACK FILE-            | 다카                                                     | 워너 브라더스 재팬   |           |
| 2020년 12월 18일 | 약속의 네버랜드                          | 이자벨                                                   | 도호                 |           |
| 2021년 2월 11일  | 퍼스트 러브                              | 마카베 유키                                              | KADOKAWA             |           |
| 2021년 8월 6일   | 키네마의 신                              | 카츠라 소노코                                            | 쇼치쿠               |           |
| 2022년 5월 20일  | 대하로 가는 길                           | 관광과의 과장·고바야시 / 이노타다 타다시의 전처 (히로인) | 쇼치쿠               |           |
| 2022년 12월 9일  | 라게리에서 사랑을 담아                   | 야마모토 모지미 (히로인)                                 | 도호                 |           |
| 2025년 11월 28일 | 나이트 플라워                            | 나가시마 나츠키                                          |                      |           |

### 극장판·TV 애니메이션
| 개봉일자        | 제목                                   | 역할                   | 배급사        | 비고              |
| --------------- | -------------------------------------- | ---------------------- | ------------- | ----------------- |
| 2012년 1월 7일  | 매직 트리하우스                        | 잭                     | 가가          | 극장판 애니메이션 |
| 2022년 6월 24일 | 날아라! 호빵맨 드로린과 버킷~ 카니발   | 드로린                 | 도쿄 테아토르 | 극장판 애니메이션 |
| 2023년 6월 30일 | 극장판 미소녀전사 세일러문 Cosmos 후편 | 히노 레이(세일러 마스) | 도에이        | 극장판 애니메이션 |

## 그 외 출연

### 다큐멘터리
- 빛나는 여자 〈키타가와 케이코〉 (2012년 4월 7일, NHK BS 프리미엄)
- 키타가와 케이코 × 지중해 여신들을 찾아 전편·후편 (2013년 8월 31일·9월 7일, NHK BS 프리미엄)
- 키타가와 케이코 유구한 도시 터키 이스탄불~ 2명의 황후 사랑의 궤적을 더듬는~ (2014년 12월 30일, BS후지)
- 더 프리미엄 키타가와 케이코 수직 시간 여행 in 로마 전편·후편 (2015년 1월 1일, 1월 2일, NHK BS 프리미엄) - 네비게이터[29]
- 드디어 시작! BS4K BS8K 개국 스페셜 로마 중계 (2018년 12월 1일, NHK)
- 일본이 사랑한 고흐 ~키타가와 케이코가 걷는 천재 화가의 여로~ (2019년 10월 12일, BS 일본 테레비)
- NHK 스페셜 〈그 날로부터 25년 대지진의 아이들〉 (2020년 1월 17일, NHK 종합)
- 「절경! 세토우치 아트 여행 키타가와 케이코의 감동도 순회」(2022년 1월 1일, BS 일본 테레비)
- 미소녀전사 세일러문 20년째 동창회 (2023년 12월 25일, CBC)
- 「교토 천하인이 사랑한 아름다움 ~키타가와 케이코가 다가오는 명보의 비밀」(2023년 12월 27일, BS 일본 테레비)

### 광고(CM)
- 산토리
  - 다이어트 워터 Let's (2007년 4월 ~ 2008년 2월)
  - 카푸세라 캡슐편 (2008년 5월 ~ 2009년 2월)
  - 킨무기 클리어 라벨 (2014년)
- NTT 도코모 〈DoCoMo2.0〉 (2007년 5월 ~ 2008년 4월) - 츠마부키 사토시, 에이타, 아오이 유우, 나가세 토모야, 아사노 타다노부, 츠치야 안나, 후키이시 카즈에와 공동 출연
- 가네보 화장품
  - 코후레도르(COFFRET D'OR) (2007년 12월 ~ 2010년 11월, 2013년 6월 ~ 2016년 2월)
  - 사라(SALA) (2009년 4월 ~ 2016년 2월)
  - 앨리(ALLIE) (2011년 2월 ~ 2016년 2월)
- 에자키 글리코
  - 핸디 디저트 아이스 파릿테 (2008년 4월 ~ 2013년 3월)
  - 브레오 〈숨 깨끗한〉편 (2008년 7월 ~ 2010년)
- Kana Flex 〈오랑우탄〉편 (2008년 7월 ~ 2009년 7월)
- ANA (ANA 헬로 투어) 맛타리~나 홋코리~나 OKINAWA 〈좋은 물이구나〉편 (2008년 10월 ~ 2009년 9월)
- SEED
  - vivid moon 이미지 캐릭터 (2008년 12월 ~ )
  - Fine UV 이미지 캐릭터 (2010년 3월 ~ )
  - Eye coffret 1day UV 이미지 캐릭터 (2012년 6월 ~ )
  - Pure 시리즈 이미지 캐릭터 (2013년 3월 ~ )
- 닌텐도 친구 컬렉션 (2010년 5월 ~ 8월) - 칸지야 시호리와 공동 출연
- SONY
  - α NEX-3, C3, F3, 5R, 5T (2010년 6월 ~ )
  - 사이버 샷 DSC-WX5, WX7, WX30, TX55, WX100, HX10V (2010년 8월 ~ )
  - SONY 4K 텔레비전 브라비아 (2015년 6월 ~ )
- 온워드 카시야마 〈anySiS by KUMIKYOKU SiS〉 (2010년 9월 ~ 2014년 8월)
- 아사히 맥주
  - 쿠츠로기 시코미 〈4VG〉 (2010년 9월 ~ 2011년)
  - 아사히 슈퍼 드라이 재팬 스페셜 (2017년 5월 ~ 2019년 4월)
- 아지노모토 〈쿠노르 컵스프〉 (2010년 9월 ~ 2012년 9월) - 미우라 하루마와 공동 출연
- 사만사 타바사 with × 사만다 콜라보 가방 (2010년 가을 시즌)
- Sony Ericsson 〈Cyber-shot 휴대폰 S006〉 (2011년 2월 ~ 2012년 1월)
- 아사히 음료 〈미츠야 사이다〉 (2011년 4월 ~ 2012년 3월)
- 스미토모 생명 (2011년 4월 ~ 2014년 3월)
- Reebok 〈REALFLEX·SHAPEWEAR〉 이미지 캐릭터 (2012년)
- 키린 베버리지 〈생차, 생차 녹색 야채 혼합차 plus〉 (2012년 3월 ~ 2013년 2월)
- 시티즌 크로스시 브랜드 이미지 캐릭터 (2012년 10월 ~ )
- 도요타 〈알파드〉 (2015년 1월 ~ 2016년 12월)
- 아사히 푸드 앤드 헬스케어 〈MINTIA〉 (2015년 3월 ~ 2017년 2월)
- KOSE
  - 에스프리크(ESPRIQUE) (2016년 2월 ~ 2021년 2월)
  - 시로스미 (2016년 2월 ~ 2017년)
  - ONE BY KOSÉ (2017년 1월 ~ )
- AGF 〈블렌디 카페라토리 스틱〉 (2016년 10월 ~ )
- 미쓰비시 중공업 〈AirFlex〉 (2017년 2월 ~ )
- 다이이치 산쿄 헬스케어 로키소닌 S 프리미엄 (2018년 4월 ~ 2020년)
- 타이쇼 제약 〈ALFE〉 (2021년 7월 ~ )
- 도쿄 카이죠 니치도 화재보험 Total assist 자동차 보험 (2022년 8월 ~ )
- 모리나가 비스킷 문라이트 (2022년 10월 ~ )
- 코와 코르겐 코와 LX정 (2024년 3월 ~ )

### 모델·이미지 캐릭터
- 의류 브랜드 〈Didi by florence × 키타가와 케이코〉 콜라보 라인 (2008년 가을 시즌)
- 아사히 신문 광고 특집·가을의 긴 밤에 읽고 싶은 1권 「만날 수 있어서 좋았다고 생각할 책」 (2008년 9월 20일 석간)
- 아사히 신문 광고 특집·Re-style+ 〈포기하는 용기보다, 계속하는 용기를 선택하고 싶어〉 (2009년 8월 26일 석간)
- 의류 브랜드 〈anySiS by KUMIKYOKU SiS × 키타가와 케이코〉 (2010년 8월 ~ 2014년 7월) - 이미지 캐릭터 및 공동 작업
- 의류 브랜드 〈PARIGOT〉 이미지 캐릭터 (2015년 4월 ~ 2016년 3월)
- 문예 춘추 〈2020 문춘 문고 가을 100 베스트 셀렉션〉 이미지 캐릭터 (2020년 8월 20일 ~ )
- 코와 〈TENERITA(테네리타)〉 이미지 캐릭터 (2024년 3월 ~ )

## 서적

### 사진집
- Dear Friends (2007년 1월, 카도카와 그룹 퍼블리싱) ISBN 978-4048949064
- 27 (2013년 8월 22일, SDP) ISBN 978-4906953103
- 30 (2016년 12월 5일, SDP)[30] ISBN 978-4906953394
- 〈37〉 20th anniversary (2023년 10월 4일, SDP) ISBN 978-4-910528-35-9)

### 기타
- 〈할리우드에 가버렸다! 키타가와 케이코〉 STYLISH STREET BOOK (Angel Works) (2006년 9월 8일, SDP) ISBN 978-4903620015
- 여배우 메이크업 (2007년 10월, SDP) ISBN 978-4903620183
- 미녀 채집 〈Asami Kiyokawa catch the girl〉 (2007년 12월, INFAS 퍼블리케이션즈) ISBN 978-4062177290
- 여배우 메이크업 Part II (2010년 4월, SDP) ISBN 978-4903620732
- 영화 〈파라다이스 키스〉 official 보라색 by 키타가와 케이코 Fashion Photo BOOK (2011년 5월, 쇼덴샤 무크) ISBN 978-4396820626
- PARIGOT : Light in the Night in Marunouchi (2015년 4월) - PARIGOT ONLINE 및 PARIGOT 전체 매장에서만 한정 판매[31]

### Blu-ray & DVD
- 키타가와 케이코 1st 사진집 Making Documentary 〈27 +〉 (2013년 11월, SDP)

## 수상 경력
| 연도   | 시상식                                         | 부문                   | 작품                         |
| ------ | ---------------------------------------------- | ---------------------- | ---------------------------- |
| 2009년 | 제13회 닛칸 스포츠 드라마 그랑프리 여름 드라마 | 여우주연상             | 버저 비트~벼랑 끝의 히어로~  |
| 2015년 | 제39회 엘란도르상                              | 신인상                 | 빈칸                         |
| 2015년 | 제1회 (2015년 10월기) 컨피던스 어워드 드라마상 | 여우주연상             | 탐정의 탐정                  |
| 2016년 | 제20회 닛칸 스포츠 드라마 그랑프리 여름 드라마 | 여우주연상             | 집을 파는 여자               |
| 2016년 | 제90회 더 텔레비전 드라마 아카데미상           | 최우수 여우주연상      | 집을 파는 여자               |
| 2018년 | 제41회 일본 아카데미상                         | 우수 여우조연상        | 탐정은 BAR에 있어 3          |
| 2018년 | 2018 미적 그랜드 베스트 뷰티 우먼              | Midea 베스트 뷰티 우먼 | 빈칸                         |
| 2021년 | 2021 미적 그랜드 베스트 뷰티 우먼              | Midea 베스트 뷰티 우먼 | 빈칸                         |
| 2023년 | TV station 드라마 대상 2023                    | 여우조연상             | 어떡할래 이에야스            |
| 2023년 | 제32회 하시다상                                | 하시다상               | 여신의 교실 ~리걸 청춘 백서~ |

### 내용주
1. ↑  본명은 나이토 다이고(内藤 大湖)로 8살 연상이다.
2. ↑  여배우로서 데뷔 날짜는 2003년 10월 4일이다.
3. ↑  병원에서 일했던 할아버지의 영향이 있다.
4. ↑  3학년때 클락 기념 국제 고등학교 도쿄 캠퍼스로 전학하여, 졸업했다.
5. ↑  『샤베쿠리 007』(NTV) 2010년 3월 8일 방송
6. ↑  「스포츠 호치」 2008년 3월 10일호
7. ↑  「99 플러스」(NTV) 2008년 10월 28일 방송
8. ↑  「와랏테 이이토모!」(후지 TV)의 『텔레폰 쇼킹』에서 타카하타가 인터뷰.(2011년 9월 8일 방송)
9. ↑  개봉일 기준은 일본에서의 개봉일이다.

### 참조주
1. 1 2  “한신 아와지 대지진으로부터 21년 고베 출신의 키타가와 케이코가 진혼의 생각을 블로그에 엮는 (아카이브)”. 《스포츠 호치》. 호치 신문사. 2016년 1월 17일. 2016년 12월 20일에 원본 문서에서 보존된 문서. 2020년 4월 7일에 확인함.
2. ↑  “신상품 「<브랜디> 카훼라 토리 스틱」의 CM이 방영 개시 키타가와 케이코씨  출연 『처음으로, 황홀하다.』 편 2016년 10월 17일 (월)부터 전국에서 온에어”. 《ORICON STYLE》. 2016년 10월 17일. 2020년 4월 10일에 원본 문서에서 보존된 문서. 2020년 3월 25일에 확인함.
3. 1 2 3 4  “키타가와 케이코 & DAIGO 러브 러브 결혼 회견 「재회 기념일」 1월 11일  11시 11분에 조로메 결혼”. 《ORICON STYLE》. 2016년 1월 11일. 2020년 3월 25일에 확인함.
4. ↑  “PROFILE”. 《KEIKO KITAGAWA OFFICIAL WEBSITE》. 스타더스트 프로모션. 2020년 3월 25일에 확인함.
5. ↑  “키타가와 케이코, 연예계 진출을 추진한 부모 “있는 말””. 《dot.》 (아사히 신문). 2016년 11월 24일. 2020년 3월 25일에 확인함.
6. ↑  제8회 여성이 뽑은 「되고 싶은 얼굴」 랭킹
7. ↑  “jp/special/48456/ 제9회 여성이 뽑은 「되고 싶은 얼굴」 랭킹”. 2020년 11월 28일에 원본 문서에서 보존된 문서. 2021년 9월 25일에 확인함.
8. ↑  “키타가와 케이코 & DAIGO가 11일에 결혼 갖추어준 블로그에서 발표”. 《스포츠 호치》 (주식회사 호치신문사). 2016년 1월 11일. 2016년 1월 11일에 원본 문서에서 보존된 문서. 2020년 3월 25일에 확인함.
9. ↑  “DAIGO, 키타가와 케이코의 「DAI 언어」에 쓴웃음 「즉시 변환할 수 없었다」”. 《SANSPO.COM》. 2019년 4월 27일. 2020년 4월 10일에 원본 문서에서 보존된 문서. 2020년 3월 25일에 확인함.
10. ↑  “DAIGO 「KSK」 두 번째 청혼에 키타가와 케이코 「HI」”. 《닛칸스포츠》 (닛칸스포츠 신문사). 2016년 4월 30일. 2020년 3월 25일에 확인함.
11. ↑  “키타가와 케이코, 첫 아이 임신 올 가을 출산 예정 DAIGO가 아빠”. 《ORICON NEWS》 (oricon ME). 2020년 4월 22일. 2020년 4월 22일에 확인함.
12. ↑  “키타가와 케이코, 첫 아이 여아 출산 「행복을 느끼고 있습니다」 DAIGO가 아빠”. 《ORICON NEWS》 (oricon ME). 2020년 9월 7일. 2020년 9월 7일에 확인함.
13. ↑  “키타가와 케이코 지진 12년 전에 「생명의 소중함」 호소”. 오리콘. 2007년 1월 16일. 2020년 3월 25일에 확인함.
14. ↑  “키타가와 케이코 드디어 「월 9」 히로인에 첫 도전”. 《닛케이 엔터테인먼트!》. 닛케이BP사. 2008년 8월.
15. ↑  “키타가와 케이코 미인 연예인 랭킹 압승! “미니나로 도서관” 「보고했다」 생보 (2017년 5월 8일 보관)”. 스포츠호치. 2017년 5월 8일. 2017년 5월 11일에 원본 문서에서 보존된 문서. 2020년 4월 7일에 확인함.
16. ↑  “거기 대신 할! 고양이가 되어 키우고 싶은 여자 연예인 랭킹”. goo. 2018년 2월 22일. 2019년 9월 26일에 원본 문서에서 보존된 문서. 2020년 3월 25일에 확인함.
17. ↑  “DAIGO, 키타가와 케이코가 된 「불러 잘못」과 변명을 밝히고 「너무 귀여워서?」라고 넷 반향”. E탤런트 뱅크. 2018년 1월 7일. 2019년 9월 26일에 원본 문서에서 보존된 문서. 2020년 3월 25일에 확인함.
18. ↑  “제4회 「키타가와 가족 모임」이벤트 리포트”. 키타가와 케이코 공식 웹사이트. 2018년 2월 2일. 2020년 3월 25일에 확인함.
19. ↑  “키타가와 케이코, 다카라츠카 가극단에 대한 사랑을 말하는 「타고 있네요」  DAIGO도 배우의 이름 기억”. 산케이 스포츠. 2018년 3월 2일. 2019년 9월 26일에 원본 문서에서 보존된 문서. 2020년 3월 25일에 확인함.
20. ↑  “키타가와 케이코 영화 촬영의 사이에 이런 책을 읽고 있습니다”. J-CAST 테레비 시청. 2010년 9월 21일. 2020년 3월 25일에 확인함.
21. ↑  “키타가와 케이코 가장 좋아하는 소설은 『노르웨이의 숲』”. J-CAST 테레비 시청. 2008년 9월 11일. 2020년 3월 25일에 확인함.
22. ↑  「Rockinon」, 2009년 5월호 키타가와 케이코 인터뷰
23. ↑  “키타가와 케이코 컨디션 무너져 「또 황사에 완패입니다」”. 아메바 뉴스. 2011년 5월 17일. 2014년 8월 15일에 원본 문서에서 보존된 문서. 2020년 3월 25일에 확인함.
24. ↑  “키타가와 케이코 한 알레르기를 고백 반향 「굉장히 친근감」”. E탤런트 뱅크. 2019년 1월 10일. 2020년 3월 25일에 확인함.
25. ↑   보관됨 2010-08-27 - 웨이백 머신 2010년 2월 16일
26. ↑  “신세대 여배우 파일 키타가와 케이코”. 《닛케이 엔터테인먼트!》. 닛케이BP사. 2007년 12월.
27. ↑  키타가와 케이코가 아이돌!? 모모이로와 『키모쿠로』 결성 「악몽 뭐야...」-  마이나비 뉴스 2014년 3월 5일
28. ↑  “키타가와 케이코 처음의 “짧은 머리”에 주연 역할 만들기로 30센치 이상 커트 「다른 사람이 될 수 있었던」”. 《ORICON NEWS》 (oricon ME). 2019년 11월 7일. 2020년 3월 25일에 확인함.
29. ↑  “NHK BS 프리미엄”. NHK. 2014년 12월 25일에 원본 문서에서 보존된 문서. 2020년 3월 25일에 확인함.
30. ↑  [http://www.oricon.co.jp/news/2080744/full/ 키타가와 케이코, 3
년만에 사진 이탈리아 로케로 「30세」 어른의 매력 표현] - ORICON STYLE (2016년 10월 31일) 2016년 10월 31일에 확인。
31. ↑  “키타가와 케이코 × PARIGOT 사진 드디어 4월 30일 (목)부터 파리갓 마루 노우치점에서 선행 발매!”. 《PARIGOT (파리갓)》. 주식회사 액세스. 2015년 4월 29일. 2020년 3월 25일에 확인함.
32. ↑  “엔도 켄이치 「민왕」 4관왕 기뻐 「스다 마사키군과 잡은 것이 기쁘다」”. 스포니치. 2015년 10월 16일. 2020년 3월 25일에 확인함.
33. ↑  “닛칸 스포츠 드라마 그랑프리”. 닛칸스포츠 신문사. 2016년 9월 30일. 2020년 3월 25일에 확인함.
34. ↑  “키타가와 케이코가 집을 판매 「GO!」의 바람은 『눈이 건조하구나~ (웃음)』”. Smart더 텔레비전. 2016년 11월 16일. 2020년 3월 25일에 확인함.